# Werdermannia anethifolia
Werdermannia anethifolia är en korsblommig växtart som först beskrevs av Rodolfo Amando Philippi, och fick sitt nu gällande namn av Ivan Murray Johnston. Werdermannia anethifolia ingår i släktet Werdermannia och familjen korsblommiga växter. Inga underarter finns listade i Catalogue of Life.